# Tambo de Mora (distrito)
Tambo de Mora é um distrito do Peru, departamento de Ica, localizada na província de Chincha.

## Transporte
O distrito de Tambo de Mora é servido pela seguinte rodovia:
- PE-1SE, que liga o distrito de Chincha Alta à cidade de Paracas
- IC-102, que liga o distrito de Chincha Alta à cidade de Chincha Baja [1][2][3]